# The Music of the Night
The Music of the Night (ou Music of the Night) est une chanson d'Andrew Lloyd Webber (musique) et Charles Hart (paroles) de la comédie musicale d'Andrew Lloyd Webber The Phantom of the Opera, créée au Her Majesty's Theatre dans le West End de Londres en 1986,.
La chanson fut créée sur scène par l'acteur britannique Michael Crawford, l'interprète du rôle du Fantôme dans la production originale,.
Andrew Lloyd Webber avait précédemment utilisé la mélodie de cette chanson pour une chanson intitulée Married Man de sa comédie musicale inédite (mise de côté) Aspects of Love.

## Sujet
Dans la version originale de Michael Crawford, la chanson saisit la « folie effrayante » du Fantôme.